# 脱毛皱叶鼠李
脱毛皱叶鼠李（学名：Rhamnus rugulosa var. glabrata）为鼠李科鼠李属下的一个变种。

## 扩展阅读
- 維基物種上的相關：脱毛皱叶鼠李